# Hannah Osborne
Hannah Osborne, född 10 mars 1994, är en nyzeeländsk roddare.
Osborne tog silver tillsammans med Brooke Donoghue i dubbelsculler vid olympiska sommarspelen 2020 i Tokyo.